# Май 1968 (картина Миро)
«Май 1968» (кат. Maig 1968) — картина Жоана Миро, написанная между 1968 и 1973 годами под впечатлением от майских событий во Франции 1968 года. В настоящее время находится в постоянной коллекции Фонда Жоана Миро.

## Контекст
Майские события 1968 — социальный кризис во Франции, вылившийся в демонстрации, массовые беспорядки и всеобщую забастовку. Привёл в конечном счёте к смене правительства, отставке президента Шарля де Голля, и, в более широком смысле, к огромным изменениям во французском обществе. Жоан Миро симпатизировал движению.

## История
Жак Дюпен рассказывал, что в мае 1968 говорил с Миро, демонстрируя свой энтузиазм, беспокойство. Миро начал писать и закончил работу спустя пять лет.
Работы того периода участвовали в выставке-ретроперспективе на 75-летие художника, прошедшей в Фонде Мага, Фонде Жоана Миро, в Соборе Святого Креста и Святой Евлалии и в Доме искусства в Мюнхене.

## Описание
На белом фоне, художник сделал яркие пятна в цветах, характерных для этого его творческого периода: в синем, красном, зелёном, жёлтом и оранжевом. Эти пятна цвета раздавлены толстыми цветными чёрными линиями, чёрными отпечатками рук, в центре расползается большое чёрное пятно.

## Основные выставки
| Год  | Выставка | Место                         | Город     | Примечания |
| ---- | -------- | ----------------------------- | --------- | ---------- |
| 1974 |          | Большой дворец                | Париж     | núm. 185   |
| 1975 |          | Фонд Жоана Миро               | Барселона | núm. 82    |
| 1978 |          | Museo Español de Arte Moderno | Мадрид    | núm. 84    |
| 1979 |          | Орсанмикеле                   | Флоренция | núm. 40    |
| 1980 |          | Museo de Arte Moderno         | Мехико    | núm. 61.   |
| 1985 |          | Palazzo dei Diamanti          | Феррара   | núm. 12    |